# Сијеста Шорс (Тексас)
Сијеста Шорс (енгл. Siesta Shores) насељено је место без административног статуса у америчкој савезној држави Тексас.

## Демографија
По попису из 2010. године број становника је 1.382, што је 492 (55,3%) становника више него 2000. године.
| Група             | 2000.       | 2010.         |
| Белци             | 178 (20,0%) | 83 (6,0%)     |
| Афроамериканци    | 3 (0,3%)    | 2 (0,1%)      |
| Азијати           | 1 (0,1%)    | 2 (0,1%)      |
| Хиспаноамериканци | 711 (79,9%) | 1.293 (93,6%) |
| Укупно            | 890         | 1.382         |